# Paradoris caerulea
Paradoris caerulea is een slakkensoort uit de familie van de Discodorididae. De wetenschappelijke naam van de soort is voor het eerst geldig gepubliceerd in 2007 door Camacho-García & Gosliner.